# The Panther Woman
The Panther Woman er en amerikansk stumfilm fra 1918 af Ralph Ince.

## Medvirkende
- Olga Petrova - Patience Sparhawk
- Rockliffe Fellowes - Garon Bourke
- Vernon Steele - Beverly Peale
- Mathilde Baring - Mrs. Peale
- Gene Burnell - Hal